# Saudade do Iguaçu
Saudade do Iguaçu là một đô thị thuộc bang Paraná, Brasil. Đô thị này có diện tích 152,084 km², dân số năm 2007 là 5137 người, mật độ 30,7 người/km².